# Berberis pseudoilicifolia
Berberis pseudoilicifolia là một loài thực vật có hoa trong họ Hoàng mộc. Loài này được Skottsb. mô tả khoa học đầu tiên năm 1916.